# Ссылка в Греции

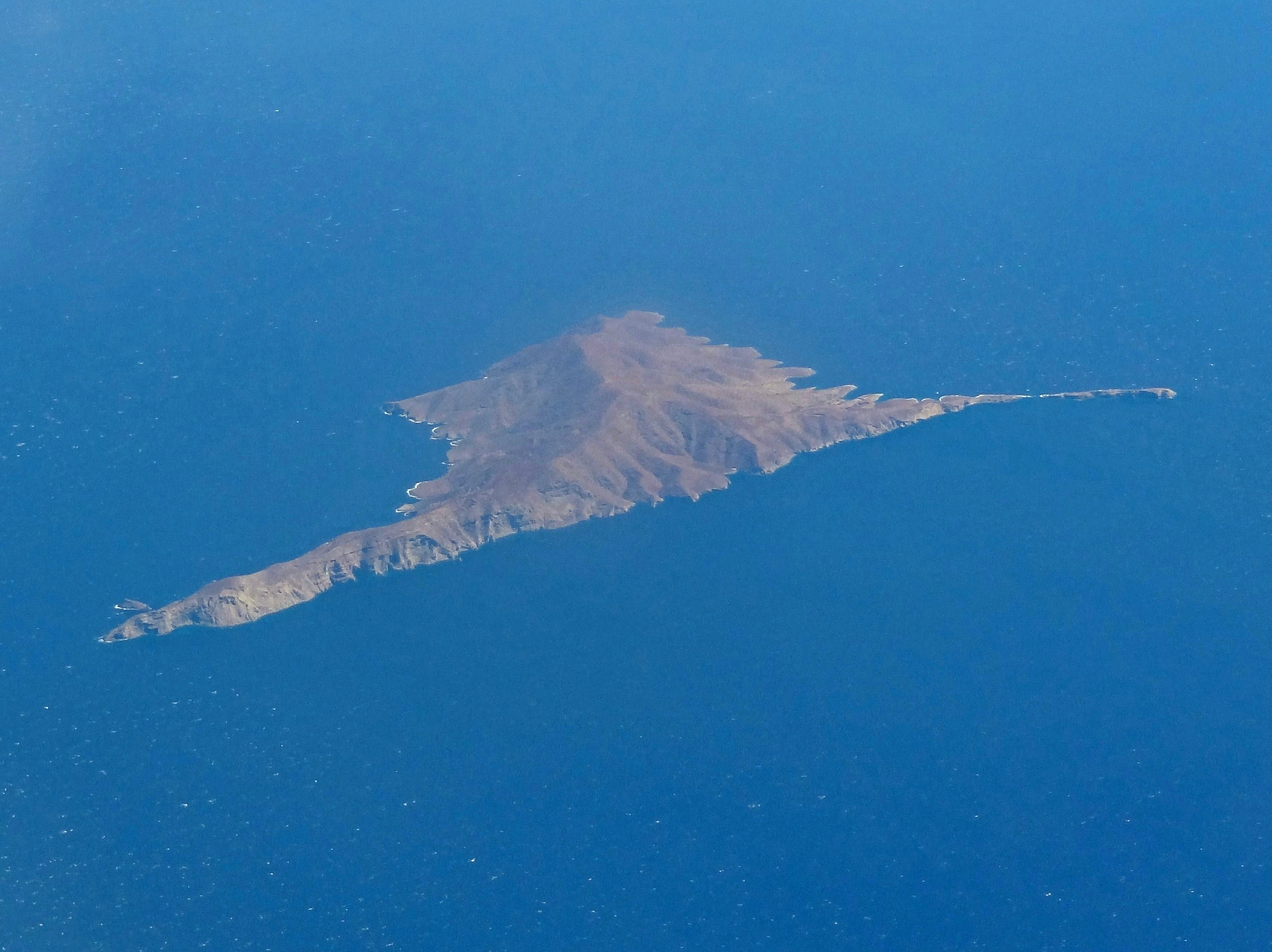
20000 политических заключенных были сосланы на остров Ярос во время и после гражданской войны в Греции

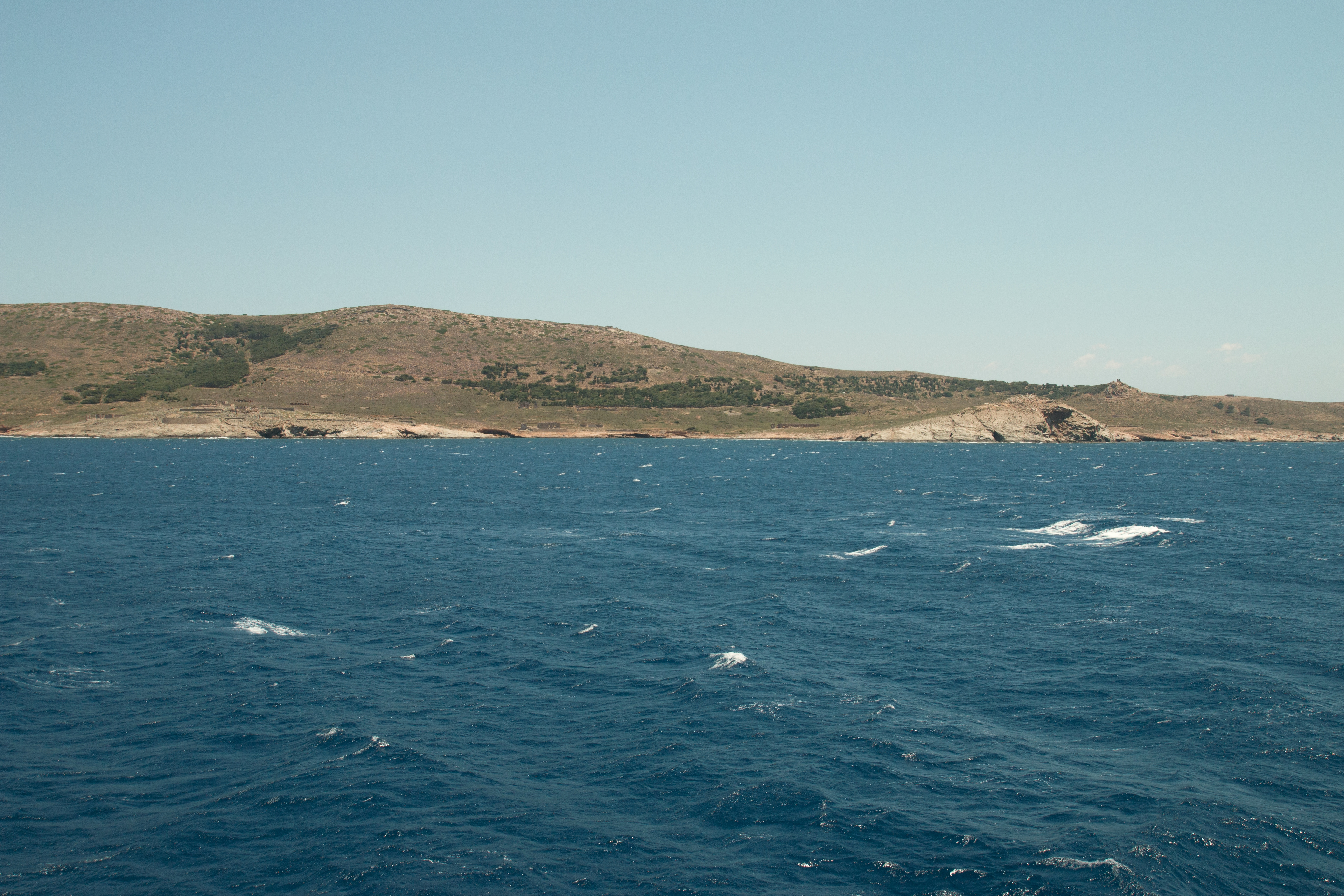
Макронисос, печально известный своим концлагерем

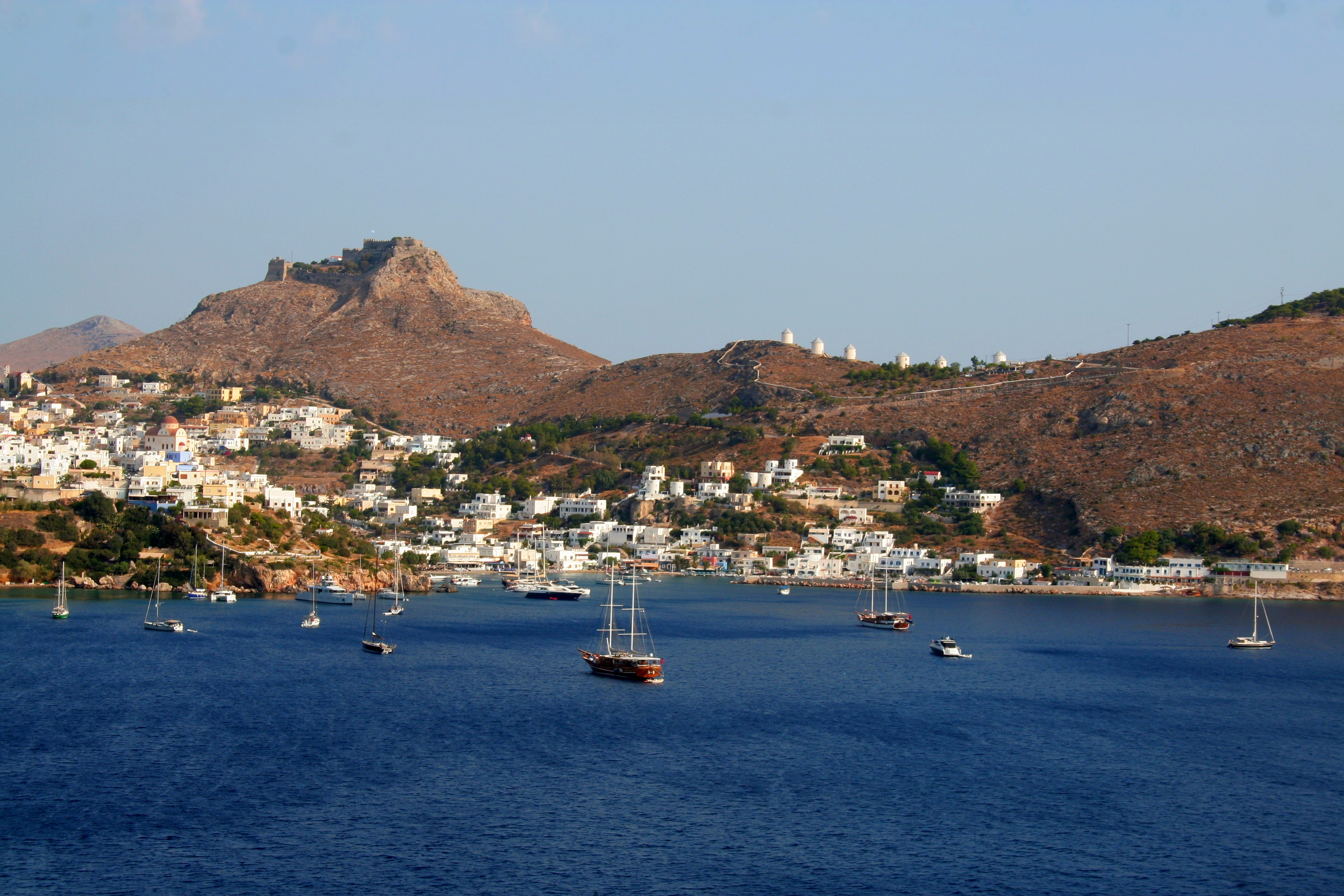
Тысячи людей были сосланы на остров Лерос в эпоху Чёрных полковников

Ссылка использовалась для репрессий против политических диссидентов различными греческими авторитарными режимами, в том числе диктатурой Метаксаса, королевским правительством времён Белого террора Гражданской войны и хунтой Чёрных полковников. Осуждённых обычно отправляли на небольшие греческие острова. Более 100 мест использовались для ссылки в разное время в течение XX века.

## История
Ссылка имеет долгую историю в Греции. В начале XX века она использовалась для противников Венизелоса, таких как монархисты, консерваторы и коммунисты. Так, во время Национального раскола и после прихода к власти Венизелоса летом 1917 года многие политические оппоненты (в том числе бывший премьер-министр Спиридон Ламброс) были отправлены в ссылку.
Ссылка была предпочтительнее тюремного заключения на материке, поскольку тюрьмы были переполнены, а ссылка ограничивала политическое влияние осуждённых и облегчала контроль за их перепиской. Закон об идионимах 1929 года криминализировал подрывные идеи и действия, что привело к увеличению числа осуждённых. Остров Айос-Эфстратиос использовался как место ссылки с 1929 года и до 1974 года. До 1943 года здесь не было лагерей, и ссыльные снимали жильё у местных жителей.

### Режим 4 августа
Режимом Метаксаса (1936—1941) были созданы лагеря для политических диссидентов на необитаемых островах. При Метаксасе около 1000 человек были приговорены к ссылке, в том числе члены Коммунистической партии Греции, социалисты, профсоюзные активисты и другие лица, выступавшие против правительства. Большинство осуждённых принадлежали к рабочему классу, но некоторые были интеллигентами. Осуждённые, приговоренные к ссылке, доставлялись на необитаемые острова, где им приходилось самим обеспечивать себя пропитанием и жильём.

### Белый террор
Во время и после Гражданской войны в Греции (1946—1949) тысячи коммунистов и их сторонников (зачастую подозреваемых необоснованно) были арестованы и заключены в тюрьмы. После гражданской войны политические заключённые продолжали содержаться в течение 1950-х и 1960-х годов, хотя количество заключённых постепенно уменьшалось.

## Наследие
Практика ссылки была отменена в 1974 году во время Метаполитефси. Остров Макронисос находится под охраной государства с 1989 года. Правительство Греции пытается добиться признания острова объектом Всемирного наследия ЮНЕСКО, чтобы сохранить остров ссылки и оставшиеся на нём руины как символ борьбы с фашизмом, а также человеческого духа, триумфа демократии против угнетения и дегуманизации.